# Hotel Atlântico
Hotel Atlântico é um filme de drama produzido no Brasil e dirigido por Suzana Amaral e lançado em 13 de novembro de 2009.

## Elenco
- Júlio Andrade....Alberto
- Mariana Ximenes....Diana
- João Miguel....Sebastião
- Gero Camilo....Sacristão
- Luiz Guilherme....Dr. Carlos
- Lorena Lobato....
- Jiddu Pinheiro....
- Renato Dobal....
- Emerson Danesi....
- André Frateschi....
- Márcia Martins....